# عبادة النار

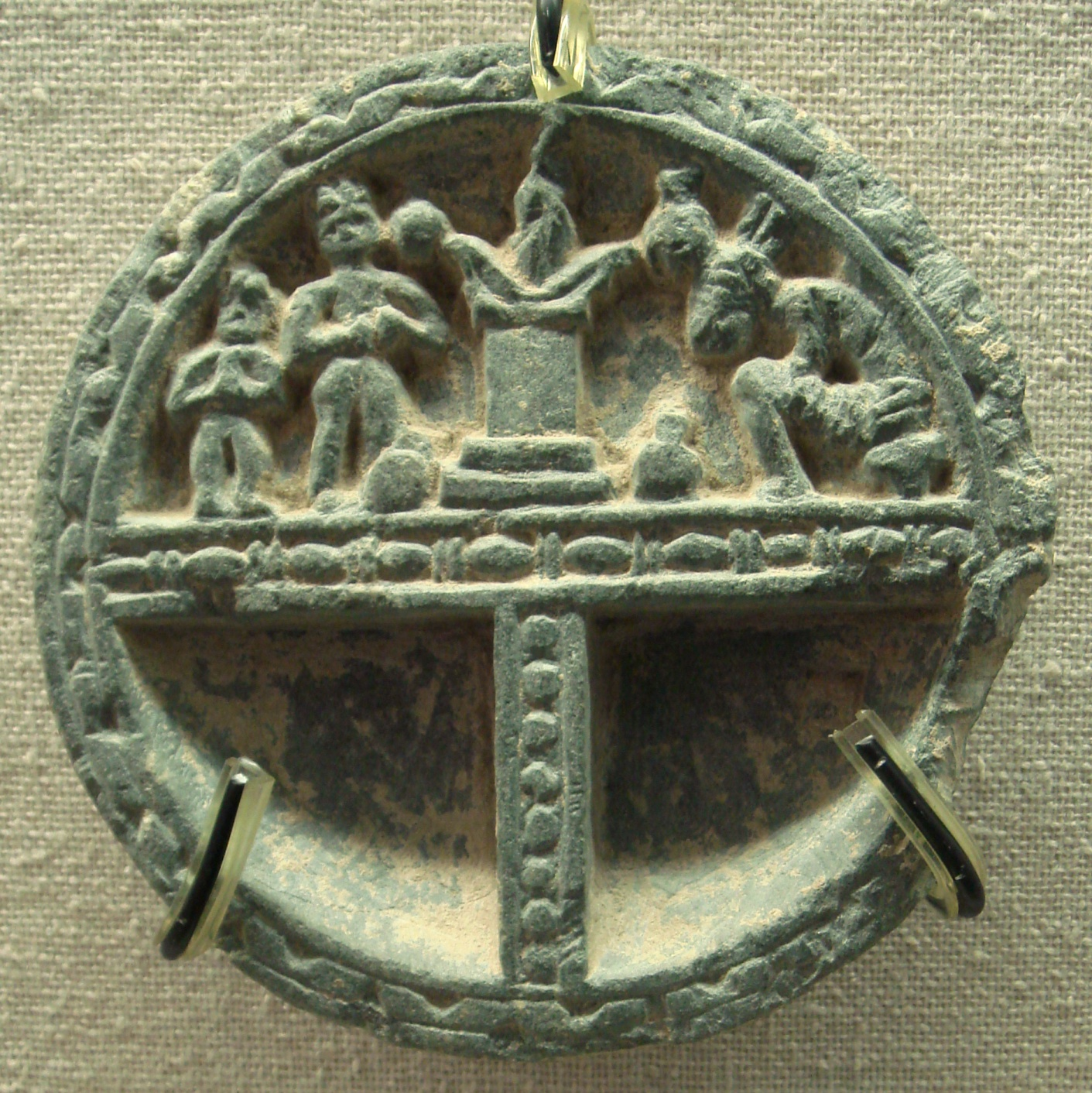
لوح حجري هندي-بارثي، يمثّل عبادة النار، ربما من الطبيعة الزرداشتية.

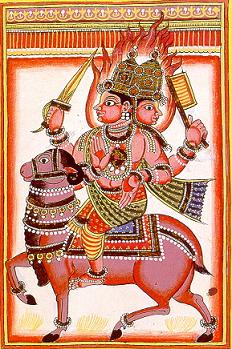
آجني الهندوسي إله النار، كان له مكاناً بارزاً بين آلهة ريجفدا.

عبادة أو تأويل النار هي ممارسة عرفت في ديانات مختلفة. كانت النار جزءاً هاماً من ثقافة الهومو منذ العصر الحجري القديم السفلي. أقدم أثر موجود عن تاريخ النار وجد في منطقة جسر بنات يعقوب في فلسطين المحتلة ويعود لحوالي 790,000 سنة، ولا بد أن استخدام الشعوب الدينية أو الإحيائية للنار يعود لفترة مبكرة من تاريخ ما قبل الإنسان العاقل.

## الديانات الساميّة
النار عنصر من الظهور الإلهي في الشجيرة المحترقة وعمود النار ولهب مينوراة
```
التي وردت في 
الكتاب العبري
. أسمى صور التضحية تجلّت في 
التقديم للمحرقة
 والتي تتم مرتين في اليوم وهي 
تضحية حيوانية
 حيث تستهلك المحرقة الأضحية تماماً.
```

من ناحية أخرى، لا يوجد في الإسلام طقوس مرتبطة بالنار أو الحرق. يصف القرآن الشيطان على أنه مخلوق من النار. ورفض الشيطان وأفعاله ضد البشر إنما تنبع من تصوّر الشيطان أن النار تتفوق على الطين. وهذا سبب نزول الشيطان من الجنة.

## في العصور الحديثة
لا تزال النار جزءاً من ممارسات الإنسان الدينية والثقافية. على سبيل المثال، تمارس العديد من الشعوب عمليات حرق الموتى وإضاءة الشموع في العديد من الاحتفالات الدينية؛ كما تستخدم النار الأبدية (النار الخالدة) في مناسبات بارزة. وتعتبر الشعلة الأولمبية إحدى رموز الألعاب الأولمبية حيث توقد في بداية الألعاب وتستمر مشتعلة طيلة مدة الدورة الأولمبية.
تم توثيق اشتعال النار المقدسة في كنيسة القيامة (القدس في المسيحية منذ عام 1106م.